# Eucereon caura
Eucereon caura là một loài bướm đêm thuộc phân họ Arctiinae, họ Erebidae.